# Fasett

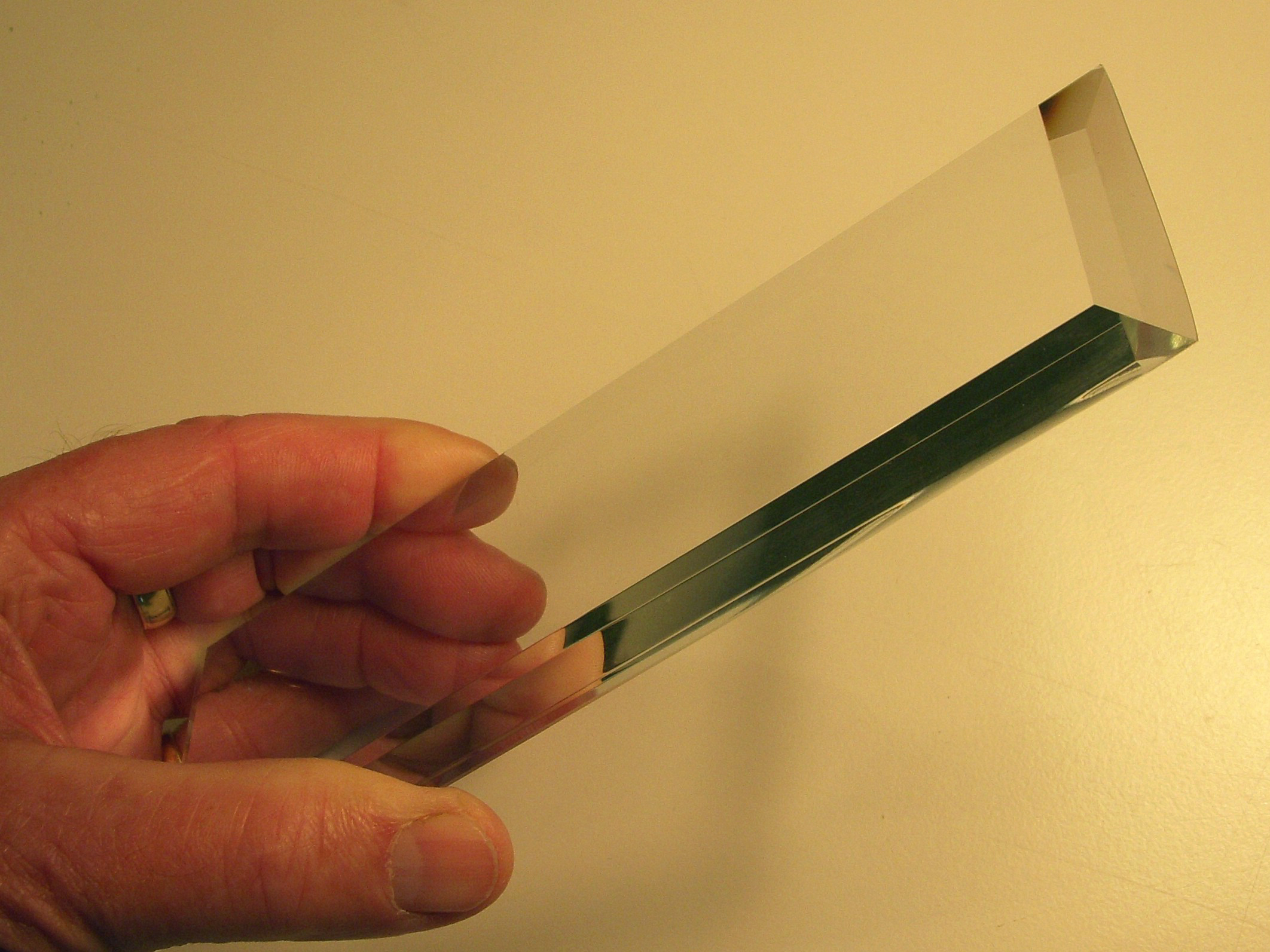
Fasettslipat glas

Fasett (från franska facette) är en slipad rutformad yta (på ädelstenar, glas med mera).
Med fasettera menas slipa i fasetter. Begreppet används även som term i arkitekturen, till exempel fasetterat klinker eller fasetterat kakel.